# Иван Шарий
Иван Шарий (на украински: Іван Григорович Шарій) е съветски и украински футболист и треньор. Най-известен като футболист на Ворскла Полтава, където прекарва по-голямата част от кариерата си. Той е втори голмайстор в историята на Ворскла със 136 попадения. Също е един от първите чужденци в новата история на българското първенство, като през 1989/1990 играе един полусезон в тима на Етър (Велико Търново).

## Кариера
Юноша е на Ворскла, който тогава носи името Колос. Дебютира на 4 май 1974 г. в мач с Автомобилист (Житомир). В първите си два сезона вкарва 13 гола в 33 срещи, след което е забелязан и привлечен в Динамо (Киев). В състава на киевляни обаче не преборва голямата конкуренция и записва само 2 двубоя. Следва кратко завръщане в Колос и престой в Динамо (Минск) под ръководството на Олег Базилевич. През 1979 и 1980 г. играе в Металург Запорожие като бързо се превръща във водещ реализатор на отбора. През лятото на 1980 г. става част от Черноморец (Одеса), където играе в следващите 5 сезона. След сезон в молдовския Нистру, Шарий се завръща във Ворскла, тогава във Втора лига на СССР.
В края на 1989 г. става първият чужденец в историята на Етър (Велико Търново), но се задържа само половин сезон, като записва 12 мача и 2 гола в първенството и още 4 мача и 2 гола в Купата на България. Заради проблеми с режима напуска Етър, а на негово място от Ворскла пристига Игор Кислов.
През 1992 г. слага край на кариерата си и играе за любителски отбори. През 1995 г. обаче отново е поканен във Ворскла, за да помогне на отбора да спечели промоция във Висшата лига. През 1996/97 печели бронзовите медали във Висшата лига с Ворскла.

## Като треньор
Между 1998 и 2000 г. е треньор на дублиращия отбор на Ворскла, а между 2001 и 2003 г. е помощник-треньор на първия тим. През 2006 г. води Спартак Суми. През сезон 2009/10 е начело на ФК Полтава, а негов помощник-треньор е Олег Моргун.